# Chek
Chek, River Of Dreams, e la sua equivalente in spagnolo Rio de Sueños sono tutte marche di bibite vendute esclusivamente nella catena di supermercati statunitensi Winn-Dixie.
Nel 2002, la linea di bibite Rio de Sueños dedicata ai clienti di etnia ispanica, venne aggiunta a quelle già esistenti. Sulle etichette delle bottiglie, sono utilizzate entrambe le lingue (inglese e spagnola).
I marchi Chek/RdS sono prodotti dalla Deep South Bottling con sede a Fitzgerald, Georgia (USA). La maggior parte delle varietà di Chek sono distribuite in bottiglie da 2 litri e in pacchi da 12 lattine. Invece le varietà di RdS sono distribuite esclusivamente in bottiglie da 2 litri.
La varietà di sapori è una delle più varie prodotte da qualsiasi compagnia di bevande analcooliche:

## Varietà di Chek
- Cola tradizionale (anche senza caffeina, light, e senza caffeina light)
- Vaniglia (anche senza caffeina)
- Ciliegia (anche light)
- Lime light
- Limone-Lime (anche light)
- Root beer (anche light)
- Ginger ale (anche light)
- Acqua tonica
- Club soda
- Aranciata (anche light)
- succo di Fragola
- bibita al Pompelmo
- Red Alert - Mountain Dew Code Red
- Pesca
- Punch di frutta (frizzante)
- Limonata (frizzante)
- Cream soda
- Cream soda rosso
- succo d'Arancia-Ananas
- Ciliegia-Lime
- Uva
- Lampone light
- Dr. Chek - (clone di Dr Pepper)

## Rio de Sueños flavors
- Anguria
- Piña Colada
- Champagne
- Mango